# 饒裕
饒裕（1435年—1494年），字仁作，四川成都府資縣人，軍籍，治《詩經》，年三十八歲中式成化八年壬辰科第三甲第二十二名進士。八月十八日生，行五，曾祖饒思賢；祖饒希孟；父饒珪；母郭氏；繼母徐氏。慈侍下，妻牟氏，兄永清；永良；永宏；永旺，弟紀（貢士）；永高；永節。由國子生中式四川鄉試第五十六名舉人，會試中式第一百三十五名。